# Номоканон
Номоканон (грч. Νομοκανών — «закон-правило») је средњовековна кодификована збирка црквеног права Православне цркве, укључујући грађанска секуларна правила. Номоканони чине део канонског права источних католичких цркава и источне православне цркве.
Историјски гледано, Номоканон је почео да се успоставља за време владавине Јустинијана Великог и коначно је установљен као канонски и обавезан за Православну Цркву на Цариградском сабору (920). Ауторство првог номоканона приписано је Јовану Схоластику, који га је састављао у 6. веку у 50 наслова и његовом коначном верзијом цариградског патријарха Фотија у 9. веку. Након оснивања, Номоканон наставља да се развија у складу са захтевима времена.
Званични номоканон Српске православне цркве је писан 1219. године од стране Светог Саве и представља први српски у став и највиши законик у православној цркви. Био је компилација грађанског права заснованог на римском и каконском праву заснованом на васељенским саборима и представљао је битан документ за организовање и функционисање младе српске краљевине и српске цркве.